# Adornispolder
De Adornispolder is een polder te Nieuwvliet-Bad, behorend tot de Catspolders.
De polder werd in 1536 ingedijkt door Jan Adornes (ook gespeld: Jan van Adornis, een Brugse patriciër welke in 1527 al de Sint Janspolder had doen bedijken aan de westzijde van het Zwarte Gat. Omdat in 1530 de Sint-Felixvloed plaatsvond moesten de werken aan de oostzijde van het Zwarte Gat, de indijking van  's-Gravenschorre, worden uitgesteld tot 1536. Toen ontstond een polder van 85 ha.
Door stormvloeden en inundaties ging daarvan 30 ha voorgoed verloren, en in 1615 vond herdijking plaats van de overige 55 ha.
De polder wordt begrensd door de Adornisdijk, de Lampsinsdijk, de Baanstpolderseweg en de Zeedijk. De oppervlakte ervan wordt voor groot deel ingenomen door grootschalige recreatievoorzieningen, zoals zomerhuisjes en een camping. Er is een zeewerende dijk van 800 m lengte die de polder beschermt tegen de Wielingen. Ook is er een smal kunstmatig duin en een strand.
Ten oosten van de Adornispolder ligt de Baanstpolder.